# Málaga CF
Málaga Club de Fútbol je španski nogometni klub iz Málaga, Andaluzija. Trenutno igra v španski 1. ligi, v Primera División. Je eden od najstarejših andaluzijskih nogometnih klubov, saj je bil ustanovljen v letu 1904. Klub je odigral 31 sezon v 1. ligi in 34 sezona v 2. ligi, v Segundi División. Leta 2002 je osvojil Pokal Intertoto, naslednjo sezono pa se je uvrstil v Evropsko ligo, kjer je izpadel v četrtfinalu. v sezoni 2012|13 pa se je uvrstil v Ligo prvakov, kjer pa ga je v četrtfinalu izločila Borussia Dortmund.
Málaga igra na stadionu La Rosaleda, barvi dresov pa sta bela in modra.